# Катаева-Венгер, Александра Абрамовна
Александра Абрамовна Катаева-Венгер (1923, Харьков — 2004, Яффа) — советский и израильский психолог, детский дефектолог, публицист.

## Биография
Родилась в Харькове. Отец,Венгер Абрам Александрович, был расстрелян в 1937 году. Во время осады Москвы работала в госпитале. Затем на Алтае. В 1944 г. вернулась в Москву. Училась в МГУ. Мужем Александры Абрамовны был Георгий Катаев, сын известного писателя Ивана Катаева, расстрелянного в том же 1937 г., и поэтессы Марии Терентьевой, отсидевшей 8 лет в мордовских лагерях.
В 1977 г. защитила докторскую диссертацию на степень доктора психологических наук на тему «Сенсорное развитие и сенсорное воспитание аномальных детей дошкольного возраста (глухих, слабослышащих и умственно отсталых)». Работала в Институте дефектологии. Под её руководством подготовлено более десяти кандидатских диссертаций. Параллельно (с 1983 по 1988 год) преподавала в Ленинском пединституте на факультете дефектологии.
Ею опубликовано более 160 научных и научно-популярных работ в журналах «Вопросы психологии», «Дефектология», «Семья и школа», «В едином строю», «Зондершуле» (ГДР) и др., в виде статей и в виде отдельных изданий (сборники, программы и методики). В 1990 году поселилась в Тель-Авиве. Сотрудничала с журналом «Зеркало». Там были напечатаны несколько её работ. В том числе «Куда же мы мчались?» — в одиннадцати номерах за 1994-95 гг.
Брат — детский психолог Леонид Абрамович Венгер (1925—1992); племянник — детский психолог Александр Леонидович Венгер.

## Научные труды
- Венгер А. А. Обучение глухих дошкольников изобразительной деятельности. Москва: Просвещение, 1972. 168 с.
- Венгер А. А., Выгодская Г. Л., Леонгард Э. И. Отбор детей в специальные дошкольные учреждения. Москва: Просвещение, 1972. 143 с.
- Будницкая И. И., Катаева А. А. Ребёнок идет в школу. Москва: Педагогика, 1985. 160 с. (Библиотека для родителей).
- Выгодская Г. Л., Катаева А. А., Козицкая Е. В., Леонгард Э. И., Самсонова Е. Г. Речевое развитие детей с дефектами слуха. Москва: НИИ дошк. восп., 1985. 117 с.
- Катаева А. А., Стребелева Е. А. Дидактические игры и упражнения в обучении умственно отсталых дошкольников: книга для учителя. Москва: Бук-Мастер, 1993.
- Катаева А. А., Стребелева Е. А. Дошкольная олигофренопедагогика: учеб. для студ. высш. учеб, заведений. Москва: Владос, 2001.
- Катаева-Венгер А. А. Трудный возраст: подростки сегодня. Москва: Школьная прессаа, 2002. 112 с. (Библиотека журнала «Воспитание школьников»). Мягкая обложка. ISBN 5-9219-0101-6, Тираж: 5000 экз.